# Лима, Фелипе
Фелипе Феррейра Лима (порт. Felipe Ferreira Lima; род. 5 апреля 1985, Куяба) — бразильский пловец. На летних Олимпийских играх 2012 года он участвовал в плавании на дистанции 100 метров брассом, не сумев выйти в финал. У него шесть медалей на чемпионате мира: две на длинной воде и четыре на короткой.

## Международная карьера

### 2006—2008
Фелипе Лима принял участие в чемпионате мира по плаванию на короткой воде 2006 года в Шанхае, где он занял 12-е место на 50-метровом дистанции брассом и 17-е на дистанции вдвое длиннее. На Тихоокеанском чемпионате в Виктории он финишировал 16-м на дистанции 100 метров.
Ранее Лима входил в команду, которой принадлежал рекорд Южной Америки в эстафете 4×100 метров (длинный бассейн) с результатом 3.39,30. Это достижение было установлено 9 сентября 2006 года в Рио-де-Жанейро с Леонардо Гедешом, Фернандо Силвой и Сезаром Сьело. Он также побил южноамериканский рекорд на дистанции 100 метров брассом со временем 1.01,56; это случилось 10 сентября 2006 года на том же соревновании в Рио. Благодаря этому результату он стал первым пловцом из Мату-Гросу, который установил южноамериканский рекорд в плавании. 16 декабря 2006 года он улучшил свой рекорд брассовой стометровки, проплыв за 1.01,52.
На чемпионате мира по водным видам спорта в 2007 году он финишировал 24-м на дистанции 50 метров и 30-м на вдвое более длинной дистанции. Лима участвовал на летней Универсиаде 2007 года в Бангкоке, выиграв там серебряную медаль на дистанции 50 метров и улучшив рекорд Южной Америки до 27,94 с. Он стал первым южноамериканцем, который проплыл быстрее 28 секунд в этом турнире.
На Панамериканских играх 2007 года в Рио-де-Жанейро Лима завоевал серебряную медаль в эстафете 4×100 метров. Он также занял пятое место на дистанции 100 м брассом.
В 2008 году Лима преодолел квалификацию на Олимпийские игры во время бразильского отборочного турнира к Играм в Пекине. На дистанции 100 метров брассом Лима показал время 1.01,21, но не вошёл в состав сборной, поскольку он занял 3-е место, тогда как только два пловца имели возможность выступить на главном старте от одной страны. В итоге, в Китай отправились Энрике Барбоса со временем 1.00,79 и Фелипе Франса с 1.01,17.

### 2009—2012
Лима участвовал в чемпионате Тихого океана 2010 в Ирвайне, где он занял 8-е место на дистанции 100 метров брассом и 10-е на дистанции вдвое короче.
Он принимал участие в чемпионате мира по водным видам спорта 2011 года в Шанхае, заняв 24-е место на дистанции 100 метров брассом. На Панамериканских играх 2011 года он выиграл серебряную медаль на той же дистанции и золотую медаль в комбинированной эстафете 4×100 метров, при этом он участвовал только в предварительном этапе.

### Летняя Олимпиада 2012
В 2012 году Фелипе Лима впервые попал на Олимпийские игры в Лондоне, где он вышел в полуфинал брассом на 100 метров, заняв в итоге 13-е место.

### 2012—2016
На чемпионате мира на короткой воде 2012 года Лима добился своего лучшего результата, пройдя в три финала: 50-метровый брасс (финишировал на 6-м месте), 100-метровый брасс (занял 8-е место), и комбинированная эстафета 4 × 100 метров (сборная завершила её на 4-й позиции).
На чемпионате мира по водным видам спорта в Барселоне в 2013 году Лима вышел в финал на 100-метровой дистанции, где занял пятое место в полуфинале с результатом 59,84 секунды, впервые преодолев 1-минутный барьер. В финале он снова превзошёл самого себя, достигнув личного рекорда без высокотехнологичного костюма (59,65 с), выиграв историческую бронзовую медаль для Бразилии. На дистанции 50 метров он не смог попасть в финал, став 9-м в полуфиналах. В комбинированной эстафете он финишировал 12-м вместе с Леонардо де Деусом, Марсело Ширигини и Николасом Сантосом.
На Южноамериканских играх 2014 года в Сантьяго, Лима завоевал две золотые медали в 100-метровом брассе и комбинированной эстафете 4×100 м.
На Панамериканских играх 2015 года в Торонто, Лима участвовал в предварительном заплыве комбинированной эстафеты, которая в финале стала чемпионом. До этого он стал серебряным призёром на дистанции 100 метров брассом.
На чемпионате мира по водным видам спорта в Казани 2015 года Лима занял 9-е место в смешанной комбинированной эстафете 4×100 метров вместе с Дайнарой де Паулой, Дайен Диас и Жуаном де Луккой; также он стал 10-м в мужской комбинированной эстафете 4×100 и 12-м на дистанции 50 м брассом. Также он принял участие на дистанции вдвое длиннее, где стал тринадцатым.

### 2016-настоящее время

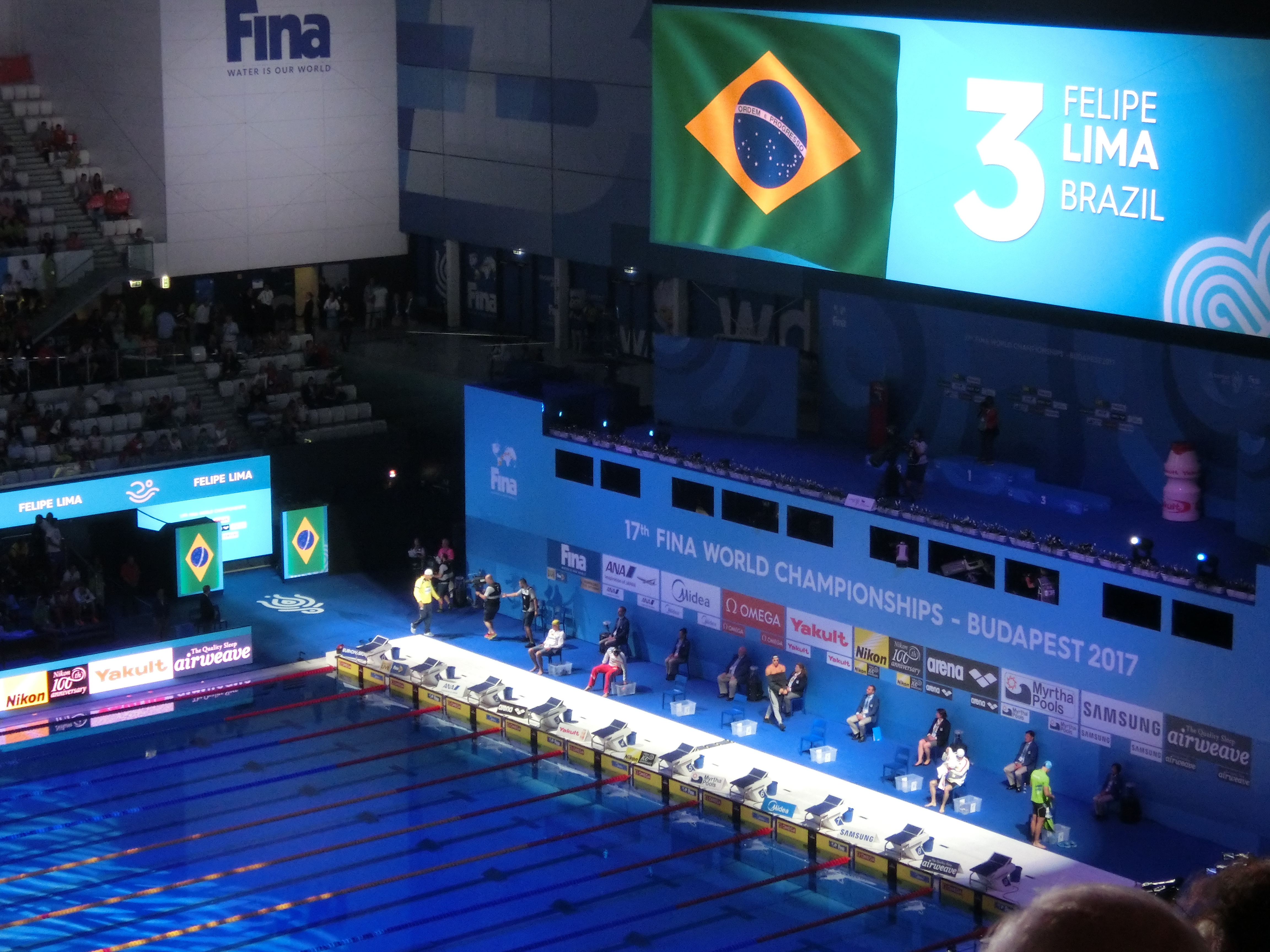
Фелипе Лима на дистанции 50 метров брассом на чемпионате мира по водным видам спорта 2017 года

На чемпионате мира на короткой воде 2016 года в Уинсоре он выиграл серебряную медаль в смешанной комбинированной эстафете 4 по 50 метров вместе с Этьен Медейрос, Ларисой Оливейрой и Николасом Сантосом. 11 декабря Лима выиграл бронзовую медаль в финале 50 метровой дистанции брассом. Он также занял 10-е место на «стометровке».
На чемпионате мира по водным видам спорта в Будапеште в 2017 году он занял 4-е место на дистанции 50 метров и 10-е место на «стометровке» Он также помог бразильской эстафетной команде на дистанции 4×100 метров выйти в финал.
На чемпионате мира на короткой воде 2018 года в Ханчжоу Лима завоевал бронзовую медаль на дистанции 50 метров брассом, показав время 25,80 с. Он также выиграл бронзовую медаль в мужской эстафете 4×50 метров вместе с Гильерме Гуидо, Сезаром Сьело и Николасом Сантосом. Он занял 4-е место в мужской комбинированной эстафете 4×100 метров и 12-е место на 100-метровой дистанции брассом.
На Mare Nostrum, в июне 2019 года в Монте-Карло он смог побить рекорд Америки на дистанции 50 м брассом со временем 26,33 с. На чемпионате мира в Кванджу Фелипе Лима занял второе место, уступив лишь мировому рекордсмену британцу Адаму Пити. Результат бразильца — 26,66 с.

## Рекорды
Фелипе Лиме принадлежат (или принадлежали) следующие рекорды:
| Дистанция     | Время   | Дата            | Рекорд           | Бассейн | Примечания                                          |
| ------------- | ------- | --------------- | ---------------- | ------- | --------------------------------------------------- |
| 4×100 м комб. | 3.39,30 | 9 сентября 2006 | Южноамериканский | 50 м    | С Леонардо Гедешом, Фернандо Силвой и Сезаром Сьело |
| 100 м брасс   | 1.01,52 | 16 декабря 2006 | Южноамериканский | 50 м    |                                                     |
| 100 м брасс   | 58,86   | 18 октября 2008 | Южноамериканский | 25 м    |                                                     |
| 50 м брасс    | 27,58   | 9 мая 2008      | Южноамериканский | 50 м    |                                                     |
| 50 м брасс    | 26,33   | 9 июня 2019     | Южноамериканский | 50 м    |                                                     |
| 50 м брасс    | 26,61   | 6 ноября 2009   | Южноамериканский | 25 м    |                                                     |